# Danilo Gallinari
Danilo Gallinari (* 8. August 1988 in Sant’Angelo Lodigiano, Lombardei) ist ein italienischer Basketballspieler, der zuletzt bei den Milwaukee Bucks in der National Basketball Association (NBA) unter Vertrag stand. Bei einer Größe von 2,08 Metern kommt er auf beiden Forward-Positionen zum Einsatz.

## Karriere

### Italien
Gallinari debütierte bereits mit 18 Jahren in der A-Nationalmannschaft. Wegen einer Knieverletzung konnte er jedoch an der Europameisterschaft 2007 nicht teilnehmen. Obwohl sein Verein Armani Jeans Mailand nur drei Vorrunden-Spiele gewonnen hatte und somit früh ausgeschieden war, wurde er mit der Rising Star Trophy der EuroLeague-Saison 2007/08 ausgezeichnet. Nur knapp eine Woche später wurde Gallinari zum wertvollsten Spieler der Hauptrunde in der Serie A gewählt.

### NBA
Bei der NBA-Draft 2008 wurde er an sechster Stelle von den New York Knicks ausgewählt. Aufgrund von Rückenbeschwerden kam er zunächst nur in den ersten beiden Partien seiner ersten NBA-Saison zum Einsatz und absolvierte erst am 17. Januar 2009 nach mehrmonatiger Pause wieder ein Pflichtspiel. Nachdem er nur 28 Spiele bestritten hatte, entschied Gallinari sich noch während der Hauptrunde für eine Operation. In der Folgesaison dagegen wurde er festes Teil der Anfangsaufstellung.
Am 22. Februar 2011 wurde Gallinari zusammen mit Raymond Felton, Wilson Chandler, Timofey Mozgov, drei Draft-Auswahlrechten (eines für die erste, zwei für die zweite Runde) und drei Millionen US-Dollar im Austausch für Carmelo Anthony, Chauncey Billups, Anthony Carter, Shelden Williams und Renaldo Balkman an die Denver Nuggets abgegeben. Nachdem er an der Europameisterschaft 2011 teilgenommen hatte, wechselte Gallinari im Zuge des Lockouts im September 2011 nach Mailand und kehrte im Dezember desselben Jahres in die NBA zu den Nuggets zurück.
Am Ende einer bis dahin für ihn persönlich wie für die Denver Nuggets erfolgreichen Hauptrunde 2012/13 zog er sich einen Kreuzbandriss zu, was für ihn das Ende der NBA-Saison bedeutete. Auch an der Europameisterschaft 2013 nahm Gallinari nicht teil. Er setzte die gesamte Saison 2013/14 aufgrund der Verletzung aus.
Am 29. Oktober 2014 kehrte er beim Sieg über die Detroit Pistons aufs Spielfeld zurück. Am 10. April 2015 erzielte Gallinari bei der 144:143-Niederlage gegen die Dallas Mavericks eine neue persönliche NBA-Bestmarke von 47 Punkten.
Die nächste Saison verlief für ihn sehr gut. Er legte in 53 Saisonspielen im Schnitt 19,5 Punkte, 5,3 Rebounds und 2,5 Assists auf. Die Denver Nuggets beendeten die Saison mit einer Bilanz von 33 Siegen und 49 Niederlagen.
Im Zuge eines Geschäfts zwischen den Denver Nuggets, Los Angeles Clippers und Atlanta Hawks, das die Unterzeichnung eines neuen Vertrags und anschließenden Vereinswechsel vorsah, unterschrieb Gallinari im Sommer 2017 einen Dreijahresvertrag im Wert von 65 Millionen US-Dollar bei den Denver Nuggets, die ihn an die Clippers weitergaben. Im Gegenzug erhielten die Nuggets einen aus Atlanta ein Zweitrundenauswahlrecht für das Draftverfahren. Kurz darauf brach er sich bei einem Vorbereitungsspiel zur kommenden Europameisterschaft gegen die Niederlande einen Mittelhandknochen, als er Gegenspieler Jito Kok ins Gesicht schlug.
Im Sommer 2019 schickten die Clippers Gallinari im Rahmen eines Tauschgeschäfts zu den Oklahoma City Thunder. Im Gegenzug wechselte unter anderem Paul George nach Los Angeles.
Nach der NBA-Saison 2019/20 schickte Oklahoma Gallinari mittels Sign-and-Trade-Vereinbarung und im Tausch gegen ein Draftauswahlrecht sowie eine Geldzahlung zu den Atlanta Hawks.
In der darauffolgenden NBA-Saison spielten die Hawks unter Trainer Lloyd Pierce unter ihren Möglichkeiten. Nach einem Trainerwechsel beendete die Mannschaft unter der Leitung von Nate McMillan die Hauptrunde mit einer Bilanz von 41 Siegen sowie 31 Niederlagen, was in der Eastern Conference für den fünften Platz reichte. Anschließend stieß Gallinari mit Atlanta, unter anderem an der Seite von Führungsspieler Trae Young, bis in die Finalspiele der Eastern Conference vor. Dort scheiterte man im sechsten Spiel an den Milwaukee Bucks. Gallinari erzielte in der Playoff-Runde bis zum Saisonaus einen Mittelwert von 12,8 Punkten und traf 40,5 % seiner Dreipunktewürfe.
Nach zwei Jahren bei den Atlanta Hawks unterschrieb Gallinari im Sommer 2022 einen Zweijahresvertrag bei den Boston Celtics.
In einem Qualifikationsspiel für die Basketball-Europameisterschaft 2022 erlitt er während eines Sieges gegen Georgien einen Kreuzbandriss, woraufhin er die EM sowie den Start der NBA-Saison 2022/23 verpasste. Im Juni 2023 wurde Gallinari von Boston an die Washington Wizards abgegeben. Das erfolgte im Rahmen eines umfangreichen Tauschgeschäfts, das auch Spieler wie Kristaps Porziņģis und Marcus Smart betraf. Im Januar 2024 ging seine Zeit in Washington zu Ende, der Italiener wurde an die Detroit Pistons weitergereicht.

## Persönliches
Gallinari ist der Sohn des ehemaligen Profi-Basketballspielers Vittorio Gallinari.

## Statistik

### NBA

#### Hauptrunde
| Saison  | Team              | GP  | GS  | MPG  | FG % | 3P % | FT % | RPG | APG | SPG | BPG | PPG  |
| ------- | ----------------- | --- | --- | ---- | ---- | ---- | ---- | --- | --- | --- | --- | ---- |
| 2008–09 | New York          | 28  | 2   | 14.7 | .448 | .444 | .963 | 2.0 | 0.5 | 0.5 | 0.1 | 6.1  |
| 2009–10 | New York          | 81  | 74  | 33.9 | .423 | .381 | .818 | 4.9 | 1.7 | 0.9 | 0.7 | 15.1 |
| 2010–11 | New York / Denver | 62  | 60  | 33.9 | .414 | .352 | .862 | 4.9 | 1.7 | 0.8 | 0.4 | 15.6 |
| 2011–12 | Denver            | 43  | 40  | 31.4 | .414 | .328 | .871 | 4.7 | 2.7 | 1.0 | 0.5 | 14.6 |
| 2012–13 | Denver            | 71  | 71  | 32.5 | .418 | .373 | .822 | 5.2 | 2.5 | 0.9 | 0.5 | 16.2 |
| 2014–15 | Denver            | 59  | 27  | 24.2 | .401 | .355 | .895 | 3.7 | 1.4 | 0.8 | 0.3 | 12.4 |
| 2015–16 | Denver            | 53  | 53  | 34.7 | .410 | .364 | .868 | 5.3 | 2.5 | 0.8 | 0.4 | 19.5 |
| 2016–17 | Denver            | 63  | 63  | 33.9 | .447 | .388 | .902 | 5.1 | 2.1 | 0.6 | 0.2 | 18.2 |
| 2017–18 | L.A. Clippers     | 21  | 21  | 32.0 | .398 | .324 | .931 | 4.8 | 2.0 | 0.6 | 0.5 | 15.3 |
| 2018–19 | L.A. Clippers     | 68  | 68  | 30.3 | .463 | .433 | .904 | 6.1 | 2.6 | 0.7 | 0.3 | 19.8 |
| 2019–20 | Oklahoma City     | 62  | 62  | 29.6 | .438 | .405 | .893 | 5.2 | 1.9 | 0.7 | 0.1 | 18.7 |
| 2020–21 | Atlanta           | 51  | 4   | 24.0 | .434 | .406 | .925 | 4.1 | 1.5 | 0.6 | 0.2 | 13.3 |
| 2021–22 | Atlanta           | 66  | 18  | 25.3 | .434 | .381 | .904 | 4.7 | 1.5 | 0.4 | 0.2 | 11.7 |
| Gesamt  | Gesamt            | 728 | 563 | 29.9 | .428 | .382 | .877 | 4.7 | 1.9 | 0.7 | 0.4 | 15.6 |

#### Play-offs
| Saison  | Team          | GP | GS | MPG  | FG % | 3P % | FT % | RPG | APG | SPG | BPG | PPG  |
| ------- | ------------- | -- | -- | ---- | ---- | ---- | ---- | --- | --- | --- | --- | ---- |
| 2010–11 | Denver        | 5  | 5  | 29.6 | .432 | .467 | .714 | 3.4 | 2.0 | 0.8 | 0.0 | 12.0 |
| 2011–12 | Denver        | 7  | 7  | 31.7 | .362 | .174 | .917 | 5.1 | 2.4 | 0.7 | 0.6 | 13.4 |
| 2018–19 | L.A. Clippers | 6  | 6  | 33.5 | .351 | .302 | .848 | 6.2 | 2.7 | 1.3 | 0.2 | 19.8 |
| 2019–20 | Oklahoma City | 7  | 7  | 30.3 | .405 | .324 | .967 | 5.4 | 1.0 | 0.7 | 0.1 | 15.0 |
| 2020–21 | Atlanta       | 18 | 0  | 24.6 | .425 | .405 | .942 | 3.9 | 0.8 | 0.3 | 0.2 | 12.8 |
| Gesamt  | Gesamt        | 43 | 25 | 28.5 | .394 | .347 | .894 | 4.6 | 1.5 | 0.7 | 0.2 | 14.2 |